# Carl Ludwig Frischen
Carl Ludwig Frischen, född 20 juli 1830 i Bremen, död 8 maj 1890 i Berlin, var en tysk elektroingenjör.
Frischen var verksam som telegrafingenjör vid hannoverska statsjärnvägarna 1851–66 och hos Siemens & Halske 1869–90. Han bidrog till telegraferingsteknikens utveckling.